# 塞尔屈
塞尔屈（法語：Sercus，法語發音：[sɛʁky]）是法国上法蘭西大區北部省的一个市镇，位于该省西北部，属于敦刻尔克区。

## 地理
塞尔屈（50°42'26"N, 2°27'22"E）面积4.98 平方千米，位于法国上法蘭西大區北部省，该省份为法国最北部的省份及最长的省份，西北濒北海，西接加来海峡省，南至埃纳省和索姆省，东与比利时接壤。
与塞尔屈接壤的市镇（或旧市镇、城区）包括：布拉兰盖姆、兰德、莫尔贝克、瓦隆卡佩勒。
塞尔屈的时区为UTC+01:00、UTC+02:00（夏令时）。

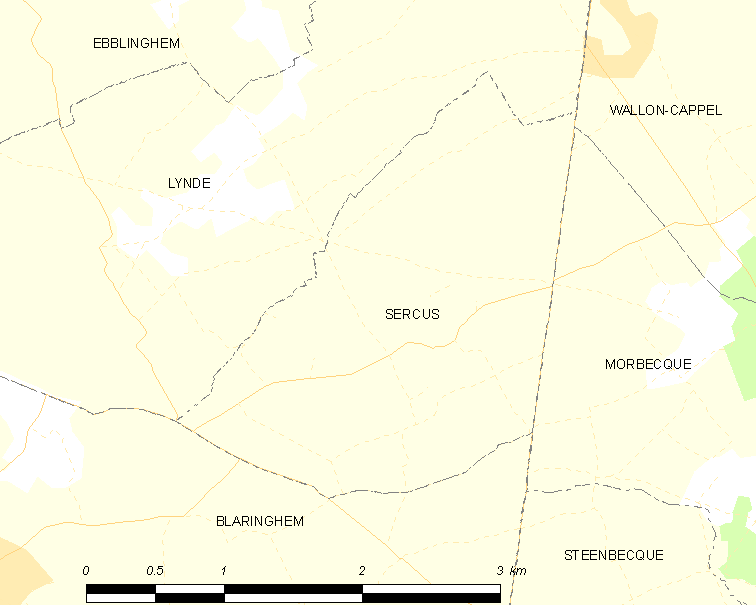
塞尔屈的OSM定位图

## 行政
塞尔屈的邮政编码为59173，INSEE市镇编码为59568。

## 政治
塞尔屈所属的省级选区为阿兹布鲁克县。

## 人口

1962-2008年间塞尔屈人口变化图示

塞尔屈于2022年1月1日时的人口数量为489人。